# Despond (Band)
Despond (englisch Verzweiflung/Verzagen) ist eine 1995 in Paris gegründete Extreme-Doom-Band. Die Bandkonstellation um den Keyboarder und Sänger Richard Loudin unterlag diversen personellen Wechseln. Loudin blieb unter mehrfachen Umbesetzungen das einzig konstante Mitglied der Gruppe. Nach dem Jahr 1998 blieb Despond sein Projekt mit wechselnden Gästen und langen Pausenphasen.
Die Musik der Band wird einem zugleich harten und atmosphärischen Stil zwischen dem Gothic Metal und Melodic Death Doom von Morgion und dem Funeral Doom von Skepticism zugeschrieben. Markant ist der besonders tief gestimmte Gesamtklang der Musik, wodurch sich Despond von anderen Gruppen ähnlicher Spielweise abhebt.

## Geschichte
Die Band Despond entstand im Februar 1995 aus der Auflösung einer Death-Metal-Band, die anfangs Haceldama und zum Ende Perished hieß. Gelangweilt vom Death Metal und unter dem Eindruck der europäischen Death-Doom-Szene änderte die Gruppe ihren Namen und ihren Stil. Binnen weniger Monate schloss Despond die Aufnahme ihres ersten Demobands As My Soul Reaches Infinity ab. Zu diesem Zeitpunkt bestand Despond aus dem Keyboarder und Sänger Richard Loudin, der Bassistin Luisa Trierscheidt, dem Gitarristen Yann Tomaïer und dem Schlagzeuger J.B. Corgniard. Zur Veröffentlichung des im November 1995 eingespielten Demobands gründete Loudin das Label Haceldama Productions, über das das Demo im Februar 1996 veröffentlicht wurde. Die Stücke des Demos gingen derweil größtenteils auf Loudins Songwriting zurück. Alkesey Evdokimov beschrieb das Demo in seiner Doom-Metal-Enzyklopädie Doom Metal Lexicanum II als schlecht produziert, jedoch roh und atmosphärisch. Die Veröffentlichung generierte Aufmerksamkeit für die Band in der regionalen Metal-Szene.
Mit dem gestiegenen Interesse an der Gruppe wuchs der Wunsch die Musik auch direkt einem Publikum präsentieren zu können, wozu Despond mit Didier Maurice einen zweiten Gitarristen und mit Nicolas Favard einen Keyboarder hinzuzogen. Im gleichen Jahr gab die so komplettierte Band erste Konzerte in Paris und Umgebung. Ihren Auftritt in Saint Denis am 10. November 1996 nahm Despond auf und veröffentlichte ihn als Live-Demo. Dieses zweite Demoband blieb, den Umständen der Aufnahme entsprechend, ebenfalls mäßig produziert. Neben zwei Stücken des ersten Demos enthielt das im Juni 1997 veröffentlichte Demo das Tiamat-Cover The Sleeping Beauty, ein Intro und drei neue Titel.
Nach der Veröffentlichung des Live-Demos planten die Bandmitglieder die Arbeit an einem Debütalbum, scheiterte in diesem Prozess jedoch und beschlossen die Auflösung der Band. Loudin entschied Despond zukünftig als persönliches Projekt zu erhalten. Mit Wide Open Arms … machte er ab Juli 2000 eine die Frühphase abschließende Kompilation zugänglich. Die Kompilation enthielt einen Auftritt aus dem Januar des Jahres 1998 und Proberaum- sowie Studioaufnahmen aus dem gesamten Aktivitätszeitraum. Eine reguläre Pressung mit kontrollierter Auflagenzahl entstand dabei nicht. Loudin erstellte anstelle einer solchen Auflage einzelne Ausgaben auf Anfrage. Neben und nach der Zusammenstellung der Musik für diese Kompilation blieben weitere Aktivitäten Desponds zwischen 1998 und 2001 aus.
Im Jahr 2001 begann Loudin erneutes Songwriting für Despond und brachte sich Loudin in die Gründung der Band Monolithe von Sylvain Bégot ein. Zwischen Oktober des Jahres 2001 und Juni des Jahres 2003 spielte Loudin allein das Debüt Supreme Funeral Oration in seinem Mournful Studio titulierten Heimstudio ein. Neben Loudin waren weder weitere Musiker noch Tontechniker oder Produzenten an der Aufnahme des 2003 über Haceldama Productions veröffentlichten Albums beteiligt. Auch die Veröffentlichung unter dem eigenen Labelnamen folgte einer bewussten Entscheidung für eine größtmögliche kreative und ökonomische Unabhängigkeit. Dieser Entscheidung entsprechend blieb die Promotion des Albums gering. Loudin bewarb das Album online und versandte einige Probeexemplare. Er widmete das Album dem Gedenken des Worship-Sängers Maximilien Varnier. Der manisch-depressive Varnier hatte sich im Juli 2001 das Leben genommen. Trotz der reduzierten Reichweite durch die angestrebte Autarkie Desponds erfuhr Supreme Funeral Oration positive Kritiken und Desponds Popularität nahm besonders auf nationaler Ebene nachhaltig zu. Insbesondere, dass es in Frankreich zu dieser Zeit kaum bekannte Death- und Funeral-Doom-Bands gab, trug zum Erfolg der Band bei.
Um den erlangten Erfolg auszubauen und Konzerte absolvieren zu können, lud Loudin weitere Musiker in die Gruppe, darunter die Ataraxie- und Funeralium-Musiker Frédéric Patte-Brasseur als Gitarristen und Jonathan Théry als Bassisten. Auftritte in Paris mit Morgion und Mourning Beloveth, die Teilnahme an der Funeral Procession Tour mit Until Death Overtakes Me, Pantheist und Skepticism in Belgien sowie ein Auftritt in London folgten. Die Funeral Procession Tour wurde als erste Tournee-Zusammenstellung von Funeral-Doom-Bands und die Tournee, zu welcher Skepticism erstmals außerhalb Finnlands auftraten, bekannt. Im September 2003 verließen die hinzugezogenen Musiker allerdings die Band um sich auf ihre jeweiligen Hauptprojekte zu konzentrieren. Auch Loudin verfolgte Despond nach dem Jahr 2004 vorerst nicht weiter. Erst im Jahr 2022 reaktivierte der das Projekt und ließ die Demoaufnahmen durch das Label MusikÖEye erstmals als CD veröffentlichen.

## Stil
Die Musik der beiden Demoveröffentlichungen As My Soul Reaches Infinity und Beheaded and Sanctified entsprach dem Gothic Metal und Death Doom der 1990er Jahre. Mit dem Debütalbum Supreme Funeral Oration wandte sich Despond durch die Reduzierung von Tempos und Dynamik verstärkt dem Funeral Doom zu. Auch die Musik des Albums blieb dabei dem Gothic Metal nahe. So kombiniere Despond die entspannte und emotionale Instrumentierung von Morgion mit dem langsamen Tempo und den Klanglandschaften Skepticisms. Dabei bewegen sich die Arrangements insgesamt langsam und pompös mit dem monotonen und melancholischen Spiel einer Leadgitarre, begleitet von atmosphärischen Keyboardspuren und sehr tiefen wütend wirkenden Growls, die sich gelegentlich mit Sprechpassagen oder entmutigten Seufzern abwechseln. Aufgrund „des extrem tiefen Klangs“ ist Despond „eine der härteren Bands mit atmosphärischen Tendenzen.“

„What makes Despond so damn awesome is the mix of both melodic overtones as well as harsh and morbid atmosphere. Mostly droning and long riffs are coupled with a ton of ambiance of ‘despondent fog’ and coldness, supported by lion like growls and sometimes clean vocals.“

„Was Despond so verdammt grandios macht, ist die Mischung aus sowohl melodischen Obertönen als auch harscher und morbider Atmosphäre. Meistens dröhnende und lange Riffs werden mit einer Fülle an Atmosphäre aus ‘verzweifelter Umnachtung’ und Kälte gepaart, unterstützt von löwenartigen Growls und manchmal cleanem Gesang.“

Die als Gedichte verfassten Texte handeln von Tod, Melancholie, Spiritualität und Suizid. Loudin schrieb seine Texte abends und nachts als „Oden an das Reich der Schatten und der stellaren Unendlichkeit.“

## Diskografie
- 1996: As My Soul Reaches Infinity (Demo, Haceldama Productions; 2022: MusikÖEye)
- 1997: Beheaded and Sanctified (Live-Demo, Haceldama Productions; 2022: MusikÖEye)
- 2000: Wide Open Arms … (Kompilation, Haceldama Productions)
- 2003: Supreme Funeral Oration (Album, Haceldama Productions)